# Колиньи, Оде де
Оде де Колиньи (фр. Odet de Coligny; 10 июля 1517, Шатийон-Колиньи, Франция — 21 марта 1571, Кентербери, Англия), известен как кардинал де Шатильон — кардинал, епископ Бовэ, архиепископ Тулузы.

## Биография
Сын Гаспара I де Колиньи и Луизы де Монморанси; старший брат Гаспара, адмирала Колиньи и Франсуа, сеньора д’Андело.
Оде был назначен кардиналом в шестнадцать лет по стараниям дяди, герцога Монморанси, в 1561 году торжественно перешёл в протестантство. Вскоре он женился на Изабелле Готвиль, придворной даме герцогини Савойской. Венчание проходило по кальвинистскому обряду. В 1563 году Папа Пий IV издал буллу о его отлучении от церкви. С этих пор Колиньи назывался графом Бовэ, хотя и продолжал подписываться: «Кардинал Шатильонский». Во время второй религиозной войны (1567—1568) Колиньи был уполномоченным гугенотов. В 1568 году он участвовал в битве у Сен-Дени, после которой бежал в Лондон. Елизавета Тюдор благоволила к нему.
После Сен-Жерменского мира Оде собирался отплыть в Ла-Рошель, но умер в Кентербери, отравленный своим слугой — как считают, по приказанию Екатерины Медичи.